# Poble carijona
Els carijona, koto o huaque és un poble indígena, que va habitar fins al segle XIX en el baix Yarí (departament de Caquetá, Colòmbia), en els voltants de la regió muntanyenca del Iguaje (conca del riu Mesay, rius Cuñaré i Amú i llacuna Tunaima). Actualment sobreviuen una comunitat al resguardo indígena de Port Nare, constituït en 2003 en el municipi de Miraflores (Guaviare) i algunes famílies al llarg del riu Caquetá en les localitats de La Pedrera, Puerto Córdoba i Puerto Santander, al departament d'Amazones.
La seva llengua tsahá, forma part de la Família Carib. Se suposa que els Carijona (carífona), van penetrar als llanos del Yarí des de l'orient, pel riu Caquetá (Japurá). D'acord amb la tradició oral dels Miraña, els Carijona van dominar el riu Caquetá a causa del seu poder guerrer. En 1849 eren 9 mil persones però la febre del cautxú i els trasllats lligats a ella, van causar el descens dràstic de la població, que es va aguditzar per les guerres amb els witotos i pel mestissatge amb els patrons cautxers, com Salvador Perea. Se sap que els carijona van resistir a la cautxeria i van atacar les instal·lacions de la companyia "Calderón Hermanos" a l'Acunaré i al poblat de Calamar (Guaviare) en 1904.
Part dels carijona supervivents s'han unit en matrimonis amb parelles tucano o d'altres ètnies indígenes.